# Medalha Brouwer
A Medalha Brouwer é concedida desde 1970 a cada três anos pela Sociedade Matemática Neerlandesa a matemáticos de destaque. É denominada em homenagem a Luitzen Egbertus Jan Brouwer.

## Recipientes
- 1970 René Thom
- 1973 Abraham Robinson
- 1978 Armand Borel
- 1981 Harry Kesten
- 1984 Jürgen Moser
- 1987 Yuri Manin
- 1990 Walter Murray Wonham
- 1993 László Lovász
- 1996 Wolfgang Hackbusch
- 1999 George Lusztig
- 2002 Michael Aizenman
- 2005 Lucien Birgé
- 2008 Phillip Griffiths
- 2011 Kim Plofker
- 2014 John Mather[1]
- 2017 Kenneth Alan Ribet
- 2020 David Aldous[2]